# Associação Concórdia
A Associação Concordia (chinês tradicional: 滿洲國協和會, pinyin: Mǎnzhōuguó Xiéhehuì, Wade–Giles: Man3-chou1-kuo2 Hsieh2-ho-hui4; Shinjitai japonês: 満州国協和会, Hepburn: Manshū-koku Kyōwakai) foi um partido político em Manchukuo. Estabelecido para promover os ideais do pan-asianismo e a criação de um Estado-nação multiétnico e para criar uma estrutura que substituiria gradualmente o regime militar sobre Manchukuo pelo controle civil, o partido foi incapaz de cumprir a sua promessa e acabou por ser subvertido num instrumento de controlo totalitário do Estado pelo Exército Japonês de Kwantung.

## Prelúdio
O nome "Associação Concordia" veio do conceito de "concórdia de nacionalidades" (民族協和; mínzú xiéhe) promovido pelo movimento pan-asiático. Ao conceder a diferentes povos ou nacionalidades os seus direitos comunitários e autodeterminação limitada sob uma estrutura estatal centralizada, Manchukuo tentou apresentar-se como um Estado-nação no estilo da "união de nacionalidades" soviética. O teórico político Tominaga Tadashi, autor de Manshū no Minzoku ("Nacionalidades da Manchúria"), escreveu extensivamente sobre as políticas soviéticas rumo à autodeterminação nacional. A política da Concórdia das Nacionalidades foi promovida como uma política que cumpria os objectivos do federalismo e protegia os direitos das minorias, ao mesmo tempo que fortalecia o controlo central do Estado para evitar o separatismo que tinha enfraquecido o antigo Império Russo.

## Desenvolvimento

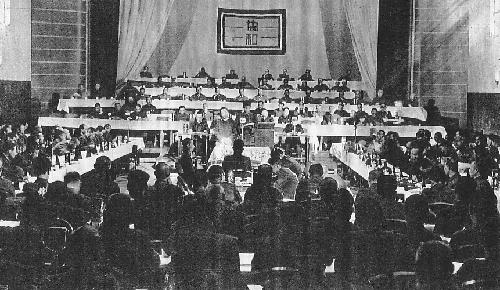
Reunião da Associação Concórdia

Após o seu estabelecimento, Manchukuo foi efetivamente administrado pelo Exército Japonês Kwantung ao longo de linhas totalitárias. O Conselho Legislativo existia principalmente como uma formalidade para aprovar decretos emitidos pelo Conselho de Estado de Assuntos Gerais, com Pu Yi oficialmente investido de grandes poderes, mas servindo de facto como um fantoche japonês.
Embora não seja oficialmente um estado de partido único, a dissidência política foi severamente punida, e o único partido político oficialmente sancionado foi a Associação Concórdia. No entanto, as nacionalidades emigradas foram autorizadas a formar associações políticas, principalmente para promover as suas diversas agendas em relação aos seus países de origem. Estes incluíam uma variedade de partidos Russos Brancos que apoiavam o fascismo ou a restauração da Dinastia Romanov e uma série de movimentos sionistas para refugiados judeus.

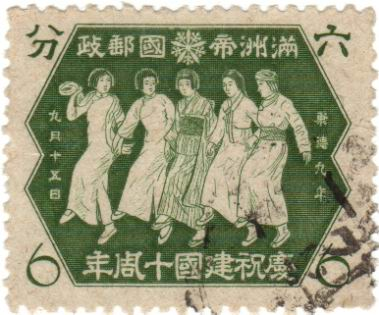
Selo comemorativo Manchukuo promovendo os ideais da Concórdia das Nacionalidades

A estrutura da Associação Concordia foi reorganizada para imitar o japonês Taisei Yokusankai, fundado em 1940. Todos os funcionários e burocratas do governo, incluindo professores, bem como figuras importantes da sociedade eram membros. Todos os jovens com idades entre dezesseis e dezenove anos foram matriculados automaticamente a partir de 1937; e em 1943, os membros da Associação incluíam cerca de 10% da população de Manchukuo.
Em teoria, a Associação Concordia acabaria por substituir o Exército Kwantung como poder político em Manchukuo: no entanto, em meados da década de 1930, o Exército Kwantung ordenou que a Associação fosse "expurgada" da sua liderança original por alegadas tendências esquerdistas. A Associação foi assim subvertida num meio de alargar a mobilização e a vigilância, em vez de proporcionar uma representação nacional étnica, cultural e ocupacional no governo.

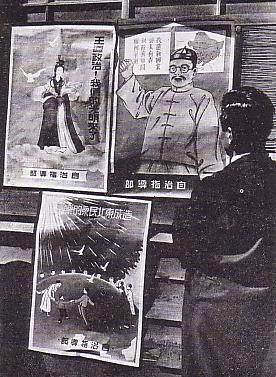
Cartazes de propaganda em Manchukuo

Após a purga, a Associação Concordia passou a assemelhar-se muito aos “partidos totalitários” contemporâneos na Europa. Tal como os seus homólogos fascistas, era corporativista, anticomunista, anticapitalista, e procurava superar as divisões de classe organizando as pessoas através de comunidades ocupacionais e étnicas, ao mesmo tempo que promovia uma economia dirigista. A Associação se destacou por representar as comunidades asiáticas - mongóis, manchus, muçulmanos hui, coreanos, emigrados japoneses e russos brancos, bem como a maioria han - e suas tradições. Este compromisso muitas vezes significava apoiar a liderança religiosa entre estes povos: lamas mongóis, xamãs manchus, ahongs muçulmanos, monges budistas e moralistas confucionistas. O controlo do regime sobre a sociedade local foi reforçado pelo trabalho de unidades de associação estabelecidas nas aldeias Manchu, nas mesquitas Hui e no sistema de autovigilância da comunidade chinesa (baojia).
Ideólogos japoneses como Tachibana Shiraki não viam contradição entre os objectivos do republicanismo, da igualdade e da modernização, por um lado, e os valores “orientais” da comunidade, da solidariedade e do estado moral, por outro. Na prática, porém, os programas e interesses muito diferentes prosseguidos pelos militares e pelos pan-asiáticos levaram a muitas tensões e resultaram numa sociedade polarizada em vez de harmoniosa. A juventude mongol exigia uma educação moderna e a eliminação do poder dos lamas; Os apoiadores chineses estavam divididos entre monarquistas que eram a favor da restauração do imperador e republicanos que se opunham a ela. Antes que estas tensões pudessem ser superadas e um estado verdadeiramente independente criado, os militares japoneses inviabilizaram o processo ao mergulhar Manchukuo na Segunda Guerra Sino-Japonesa.